# Принцип бухгалтерського обліку
Принцип бухгалтерського обліку - правило, яким слід керуватися при вимірюванні, оцінці та реєстрації господарських операцій і при відображенні їх результатів у фінансовій звітності.
Бухгалтерський облік та фінансова  звітність  ґрунтуються  на таких основних принципах:
- обачність -  застосування  в  бухгалтерському  обліку методів оцінки,  які повинні запобігати заниженню  оцінки  зобов'язань  та витрат і завищенню оцінки активів і доходів підприємства;
- повне висвітлення  -  фінансова звітність повинна містити всю інформацію  про  фактичні  та  потенційні  наслідки  господарських операцій та подій,  здатних вплинути на рішення, що приймаються на її основі;
- автономність - кожне підприємство розглядається  як  юридична особа,  відокремлена  від  її власників,  у зв'язку з чим особисте майно  та  зобов'язання  власників  не  повинні відображатися у фінансовій звітності підприємства;
- послідовність -   постійне   (із  року  в  рік)  застосування підприємством обраної облікової політики. Зміна облікової політики можлива  лише  у випадках,  передбачених національними положеннями (стандартами) бухгалтерського обліку,  і повинна бути обґрунтована та розкрита у фінансовій звітності;
- безперервність -  оцінка  активів та зобов'язань підприємства здійснюється  виходячи  з  припущення,  що  його  діяльність  буде тривати далі;
- нарахування та   відповідність   доходів   і   витрат  -  для визначення  фінансового  результату  звітного  періоду   необхідно порівняти  доходи звітного періоду з витратами,  що були здійснені для  отримання  цих  доходів.   При   цьому   доходи   і   витрати відображаються  в бухгалтерському обліку та фінансовій звітності в момент їх виникнення,  незалежно від дати надходження  або  сплати грошових коштів;
- превалювання сутності  над  формою  -  операції обліковуються відповідно до їх сутності, а не лише виходячи з юридичної форми;
- історична (фактична) собівартість  -  пріоритетною  є  оцінка активів  підприємства,  виходячи  з  витрат  на  їх виробництво та придбання;
- єдиний грошовий вимірник - вимірювання та  узагальнення  всіх господарських  операцій  підприємства  у його фінансовій звітності здійснюються в єдиній грошовій одиниці;
- періодичність - можливість розподілу діяльності  підприємства на певні періоди часу з метою складання фінансової звітності.

## Джерело
- П(С)БО 1 "Загальні вимоги до фінансової звітності"
- Закон України "Про бухгалтерський облік та фінансову звітність в Україні"